# Lưu Ẩn (nhà Hán)
Lưu Ẩn (chữ Hán: 劉隱, ?-?), tức Triệu Chiêu vương (赵昭王), là vị chư hầu vương 14 của nước Triệu, chư hầu nhà Hán trong lịch sử Trung Quốc.
Lưu Ẩn là con trai của Triệu Cung vương Lưu Sung, chư hầu vương thứ 13 của nước Triệu thời Tây Hán. Năm 10 TCN, Lưu Sung mất, Lưu Ẩn nối tước Triệu vương.
Hán thư không cho biết gì về những việc làm của ông lúc sinh thời cũng như lúc làm vua ở Triệu.
Năm 8, Vương Mãng cướp ngôi nhà Hán, lập ra nhà Tân. Tất cả chư hầu vương của nhà Hán đều bị cách tước, trong đó có cả Lưu Ẩn. Sau không rõ kết cục của ông ra sao.